# Ringo (album)
Ringo je třetí studiové album britského hudebníka a někdejšího bubeníka skupiny The Beatles Ringa Starra. Bylo vydáno 2. listopadu 1973 společností Apple Records a produkoval jej Richard Perry. Přispěli na něj i všichni ostatní členové The Beatles. Je považováno za jedno z nejúspěšnějších alb někdejších Beatles.[zdroj⁠?!] V britské hitparádě (UK Albums Chart) dosáhlo sedmé příčky, v americké Billboard 200 druhé.

## Skladby
| Strana 1 | Strana 1                                          | Strana 1                     | Strana 1 |
| Pořadí   | Název                                             | Autor                        | Délka    |
| -------- | ------------------------------------------------- | ---------------------------- | -------- |
| 1.       | I'm the Greatest                                  | John Lennon                  | 3:21     |
| 2.       | Have You Seen My Baby                             | Randy Newman                 | 3:44     |
| 3.       | Photograph                                        | Ringo Starr, George Harrison | 3:56     |
| 4.       | Sunshine Life for Me (Sail Away Raymond)          | George Harrison              | 2:45     |
| 5.       | You're Sixteen You're Beautiful (And You're Mine) | Bob Sherman, Dick Sherman    | 2:48     |

| Strana 2 | Strana 2          | Strana 2                        | Strana 2 |
| Pořadí   | Název             | Autor                           | Délka    |
| -------- | ----------------- | ------------------------------- | -------- |
| 1.       | Oh My My          | Ringo Starr, Vini Poncia        | 4:16     |
| 2.       | Step Lightly      | Ringo Starr                     | 3:15     |
| 3.       | Six O'Clock       | Paul McCartney, Linda McCartney | 4:06     |
| 4.       | Devil Woman       | Ringo Starr, Vini Poncia        | 3:50     |
| 5.       | You and Me (Babe) | George Harrison, Mal Evans      | 4:59     |

| Bonusy | Bonusy             | Bonusy      | Bonusy |
| Pořadí | Název              | Autor       | Délka  |
| ------ | ------------------ | ----------- | ------ |
| 11.    | It Don't Come Easy | Ringo Starr | 3:02   |
| 12.    | Early 1970         | Ringo Starr | 2:20   |
| 13.    | Down and Out       | Ringo Starr | 3:04   |

## Obsazení
- Ringo Starr – zpěv, bicí, perkuse
- George Harrison – zpěv, elektrická kytara
- John Lennon – zpěv, klavír
- Paul McCartney – zpěv, klavír, syntezátor, kazoo, flétna
- Klaus Voormann – baskytara
- Marc Bolan – Robbie Robertson; Steve Cropper: elektrická kytara
- Levon Helm – mandolína
- Billy Preston – klavír, Hammondovy varhany
- Nicky Hopkins – klavír, klávesy
- Jim Keltner – bicí
- Bobby Keys – tenorsaxofon
- Rick Danko – housle
- Garth Hudson – akordeon
- James Booker, Tom Hensley – klavír
- David Bromberg – banjo, housle
- Lon Van Eaton, Derek Van Eaton, Mit Holland – perkuse
- Tom Scott – dechy, aranžmá
- Chuck Findley – dechy
- Vini Poncia – zpěv, kytara, perkuse
- Jimmy Calvert – kytara
- Harry Nilsson, Linda McCartney, Martha Reeves, Merry Clayton, Richard Perry – doprovodný zpěv
- Jack Nitzsche, Jim Horn – aranžmá (hudba)